# Janet McTeer
Janet McTeer, OBE (Newcastle upon Tyne, 5 de agosto de 1961), es una actriz y escritora británica.

## Biografía
Es hija de Jean Morris y Alan McTeer.
Se graduó en la prestigiosa escuela británica Royal Academy of Dramatic Art (RADA).
En el 2008 Janet fue condecorada Oficial de la Orden del Imperio Británico.
Janet está casada con Joe Coleman.

## Carrera
En 1990 apareció por primera vez en la serie Screen One donde interpretó a Caroline en el episodio "Sweet Nothing". Un año después apareció nuevamente en la serie, esta vez interpretando a Claudie adulta durante el episodio "Prince".
Ese mismo año se unió al elenco de la miniserie Portrait of a Marriage donde interpretó a la poetisa, novelista y jardinera inglesa Vita Sackville-West.
En 1992 se unió al elenco de la película Wuthering Heights interpretando a Ellen "Nelly" Dean y compartiendo créditos con los actores Juliette Binoche y Ralph Fiennes.
En 1995 dio vida a la pintora e interiorista británica Vanessa Bell en la película Carrington.
En el 2000 apareció en la película Waking the Dead, donde interpretó a Caroline Pierce, la hermana de Fielding Pierce (Billy Crudup).
En el 2005 interpretó a Dell, una mujer de lo más extravagante que sólo puede ver por un ojo después de que en el otro le picaran unas abejas y cuyo hermano Dickens (Brendan Fletcher) tiene la mentalidad de un niño de diez años, en la película Tideland.
En el 2006 apareció en la película As You Like It, donde interpretó a Audrey.
En el 2007 apareció en Daphne, donde dio vida a la actriz teatral y cinematográfica Gertrude Lawrence.
En el 2009 se unió al elenco de la película Into the Storm donde interpretó a Clementine Ogilvy Spencer-Churchill, la esposa de Winston Churchill (Brendan Gleeson).
En el 2011 apareció en la película Albert Nobbs, donde interpretó al pintor Hubert Page, contratado por la dueña del hotel la señora Baker (Pauline Collins).
En el 2012 apareció como invitada en varios episodios de la serie Damages, donde interpretó a Kate Franklin, una antigua colega de Patty Hewes (Glenn Close) que se une a Ellen Parsons (Rose Byrne). Ese mismo año apareció en la serie Parade's End, donde interpretó a la señora Satterthwaite y a la importante novelista y ensayista norteamericana Mary McCarthy en la película Hannah Arendt.
En el 2013 se unió al elenco de la serie The White Queen donde interpretó a Jacquetta de Luxembourg, Lady Rivers.
En el 2015 apareció en la película Insurgent dando vida a Edith Prior, una mujer que explica porqué se crearon las facciones. Ese mismo año interpretó a la comandante Kim Guziewicz en la serie Battle Creek.
En 2016 apareció en la película The Kaiser’s Last Kiss interpretando a la princesa Hermine "Hermo" Reuss de Greiz. En la película compartió créditos con los actores Ben Daniels y Eddie Marsan. En este mismo año, apareció en la película Yo Antes de Ti en el papel de Camilla Traynor al lado de Emilia Clarke, Sam Claflin, Charles Dance, Matthew Lewis y Vanessa Kirby.
En abril de 2017 se anunció que la actriz se había unido al elenco de la segunda temporada de la serie Jessica Jones, para interpretar a un personaje que tiene un enorme impacto en la vida de Jessica (Krysten Ritter).

## Filmografía

### Televisión
| Año             | Título                    | Personaje               | Notas                              |
| --------------- | ------------------------- | ----------------------- | ---------------------------------- |
| 2027            | Harry Potter              | Minerva McGonagall      | Elenco principal                   |
| 2025-actualidad | MobLand                   | Kat McAllister          | 4 episodios                        |
| 2024            | Kaos                      | Hera                    | 8 episodios                        |
| 2018 - 2019     | Sorry for Your Loss       | Amy Shaw                | Serie web                          |
| 2018 - 2020     | Ozark                     | Helen Pierce            | -                                  |
| 2017 - presente | Jessica Jones             | Alisa Jones             | -                                  |
| 2015            | Battle Creek              | Kim Guziewicz           | 13 episodios                       |
| 2014            | The Honourable Woman      | Julia Walsh             | 8 episodios - miniserie            |
| 2013            | The White Queen           | Jacquetta de Luxemburgo | 6 episodios                        |
| 2012            | Parade's End              | Mrs. Satterthwaite      | 4 episodios                        |
| 2012            | Damages                   | Kate Franklin           | 9 episodios                        |
| 2009            | Psychoville               | Cheryl                  | 2 episodios                        |
| 2009            | Hunter                    | Det. Amy Foster         | 2 episodios - miniserie            |
| 2008            | Sense & Sensibility       | Mrs. Dashwood           | 3 episodios - miniserie            |
| 2007            | Five Days                 | Det. Amy Foster         | 4 episodios                        |
| 2006            | The Amazing Mrs Pritchard | Catherine Walker        | 6 episodios                        |
| 1995 - 1996     | The Governor              | Helen Hewitt            | 12 episodios                       |
| 1994            | Jackanory                 | Lectora                 | episodio "The Iron Woman"          |
| 1991            | Screen One                | Claudie                 | episodio "Prince"                  |
| 1990            | Screen Two                | Celeste                 | episodio "102 Boulevard Haussmann" |
| 1990            | Portrait of a Marriage    | Vita Sackville-West     | 4 episodios - miniserie            |
| 1990            | The Play on One           | Dr. Juliet Horwitz      | episodio "Yellowbacks"             |
| 1988            | Les Girls                 | Susan                   | 7 episodios                        |
| 1987            | Theatre Night             | Miss Julie              | episodio "Miss Julie"              |
| 1986            | Gems                      | Stephanie Wilde         | 2 episodios                        |
| 1985            | Juliet Bravo              | Esther Pearson          | episodio "Flesh and Blood"         |

### Películas
| Año  | Título                                         | Personaje                  | Notas                                                                                 |
| ---- | ---------------------------------------------- | -------------------------- | ------------------------------------------------------------------------------------- |
| 2016 | Me Before You                                  | Camilla Traynor            | junto a Emilia Clarke, Sam Claflin, Charles Dance, Matthew Lewis y Vanessa Kirby      |
| 2016 | The Kaiser’s Last Kiss                         | Princesa Hermine Reuss     | junto a Ben Daniels, Jai Courtney, Christopher Plummer, Eddie Marsan y Lily James     |
| 2015 | Fathers and Daughters                          | Carolyn                    | junto a Amanda Seyfried, Aaron Paul, Russell Crowe, Diane Kruger y Jane Fonda         |
| 2015 | Paint It Black                                 | Meredith                   | junto a Alia Shawkat, Alfred Molina, Rhys Wakefield, Emily Rios y John Roberts        |
| 2015 | Insurgent                                      | Edith Prior                | junto a Shailene Woodley, Theo James, Kate Winslet, Jai Courtney y Miles Teller       |
| 2015 | Angelica                                       | Anne Montague              | junto a Jena Malone, Ed Stoppard y Tovah Feldshuh                                     |
| 2012 | Hannah Arendt                                  | Mary McCarthy              | junto a Barbara Sukowa, Julia Jentsch, Ulrich Noethen y Nicholas Woodeson             |
| 2012 | The Woman in Black                             | Elizabeth Daily            | junto a Sophie Stuckey, Daniel Radcliffe, Ciarán Hinds y Roger Allam                  |
| 2011 | Albert Nobbs                                   | Hubert Page                | junto a Glenn Close, Mia Wasikowska, Aaron Taylor-Johnson y Brenda Fricker            |
| 2011 | Island                                         | Phyllis                    | junto a Natalie Press, Colin Morgan y Tanya Franks                                    |
| 2011 | Cat Run                                        | Helen Bingham              | junto a Paz Vega, Alphonso McAuley, Scott Mechlowicz y Christopher McDonald           |
| 2011 | Weekends at Bellevue                           | Diane Wallace              | junto a Lauren Ambrose, Amber Stevens, Eric Winter y David Alpay                      |
| 2009 | Into the Storm                                 | Clementine Churchill       | junto a Iain Glen, Brendan Gleeson, James D'Arcy, Donald Sumpter y Gethin Anthony     |
| 2007 | Daphne                                         | Gertrude Lawrence          | junto a Christopher Malcolm, Elizabeth McGovern y Geraldine Somerville                |
| 2006 | As You Like It                                 | Audrey                     | junto a Brian Blessed, Bryce Dallas Howard, Patrick Doyle y Romola Garai              |
| 2005 | Tideland                                       | Dell                       | junto a Jodelle Ferland, Brendan Fletcher, Jennifer Tilly y Jeff Bridges              |
| 2004 | Agatha Christie Marple: The Murder at the V... | Anne Protheroe             | junto a Geraldine McEwan, John Owens y Tim McInnerny                                  |
| 2002 | The Intended                                   | Sarah Morris               | junto a Brenda Fricker, Tony Maudsley, J. J. Feild y David Bradley                    |
| 2000 | The King is Alive                              | Liz                        | junto a Miles Anderson, Romane Bohringer, David Bradley, Bruce Davison y Brion James  |
| 2000 | Songcatcher                                    | Prof. Lilu Penleric        | junto a Aidan Quinn, Emmy Rossum, Pat Carroll y Michael Harding                       |
| 2000 | Waking the Dead                                | Caroline Pierce            | junto a Billy Crudup, Jennifer Connelly, Hal Holbrook, Molly Parker y Sandra Oh       |
| 1999 | Tumbleweeds                                    | Mary Jo Walker             | junto a Kimberly J. Brown, Jay O. Sanders, Gavin O'Connor y Laurel Holloman           |
| 1998 | Velvet Goldmine                                | Narradora                  | junto a Ewan McGregor, Jonathan Meyers, Christian Bale, Toni Collette y Eddie Izzard  |
| 1996 | Saint-Ex                                       | Genevieve de Ville-Franche | junto a Bruno Ganz, Miranda Richardson, Ken Stott, Katrin Cartlidge y Daniel Craig    |
| 1995 | Carrington                                     | Vanessa Bell               | junto a Emma Thompson, Jonathan Pryce, Samuel West, Rufus Sewell y Penelope Wilton    |
| 1993 | Don't Leave Me This Way                        | Loretta Lawson             | junto a Imelda Staunton, Ian McNeice, Bill Nighy, Pamela Salem y Linda Henry          |
| 1992 | Wuthering Heights                              | Ellen Dean                 | junto a Juliette Binoche, Ralph Fiennes, Sophie Ward, Simon Shepherd y Jeremy Northam |
| 1992 | A Masculine Ending                             | Loretta Lawson             | junto a Imelda Staunton, Paul Brooke, Kevin McNally y Bill Nighy                      |
| 1992 | Dead Romantic                                  | Madeleine Severn           | junto a Clive Wood, Jonny Lee Miller, Elspet Gray y Simon Rouse                       |
| 1991 | The Black Velvet Gown                          | Riah Millican              | junto a Bob Peck, Geraldine Somerville, David Hunt, Jonathan Firth y Louise Lombard   |
| 1991 | I Dreamt I Woke Up                             | Periodista                 | corto - junto a Charley Boorman, John Boorman y John Hurt                             |
| 1989 | Precious Bane                                  | Prue Sarn                  | junto a Clive Owen, John McEnery y Jim Carter                                         |
| 1988 | Hawks                                          | Hazel                      | junto a Timothy Dalton, Anthony Edwards, Camille Coduri y Geoffrey Palmer             |
| 1986 | Half Moon Street                               | Secretaria de Van Arkady   | junto a Keith Buckley, Nadim Sawalha, Vincent Lindon y Michael Elwyn                  |

### Narradora y escritora
| Año  | Título                            | Notas                                           |
| ---- | --------------------------------- | ----------------------------------------------- |
| 2009 | Miracle of the Hudson Plane Crash | Narradora                                       |
| 2009 | Cutting Edge                      | Episodio: "Killer in a Small Town" - Narradora  |
| 2008 | Britannia High                    | 2 episodios - Narradora                         |
| 2006 | Mindshock                         | Episodio: "Transplanting Memories?" - Narradora |
| 2002 | The Intended                      | Escritora                                       |

### Videojuegos
| Año  | Título                  | Notas             |
| ---- | ----------------------- | ----------------- |
| 1998 | Populous: The Beginning | Voces adicionales |

### Teatro
| Año         | Obra                            | Personaje         | Director(a)        | Teatro                    | Notas                                                         |
| ----------- | ------------------------------- | ----------------- | ------------------ | ------------------------- | ------------------------------------------------------------- |
| 2005 - 2006 | Mary Stuart                     | -                 | Phyllida Lloyd     | Apollo Theatre            | junto a Harriet Walter, June Watson, Rory Kinnear y Guy Henry |
| 2003        | The Duchess of Malfi            | -                 | -                  | National Theatre          | -                                                             |
| 2003        | The Taming of the Shrew         | Petruchio         | -                  | -                         | -                                                             |
| 1997        | A Doll's House                  | Nora              | Anthony Page       | Playhouse Theatre         | junto a Owen Teale y John Carlisle                            |
| 1995        | Vivat! Vivat! Regina!           | Elizabeth         | -                  | Mermaid Theatre           | -                                                             |
| 1995        | Simpatico                       | Cecilia           | -                  | Royal Court Theatre       | -                                                             |
| 1993        | Much Ado About Nothing          | -                 | Matthew Warchus    | Queen's Theatre           | junto a Mark Rylance, David Morrissey y Rachel Joyce          |
| 1992        | Uncle Vanya                     | Yelena            | -                  | National Theatre          | -                                                             |
| 1988        | Greenland                       | -                 | -                  | Royal Court Theatre       | -                                                             |
| 1987        | The Storm                       | Katerina          | Nick Hamm          | The Pit Theatre           | junto a Simon Russell Beale y Philip Franks                   |
| 1986        | A Midsummer Night's Dream       | Hippolyta/Titania | Bill Alexander     | Royal Shakespeare Theatre | junto a Gerard Murphy y Pete Postlethwaite                    |
| 1986        | Worlds Apart                    | Victoria          | -                  | -                         | -                                                             |
| 1986        | As You Like It                  | Rosalind          | -                  | Royal Exchange Theatre    | -                                                             |
| 1985        | Grace of Mary Traverse          | -                 | -                  | Royal Court Theatre       | -                                                             |
| 1985        | Three Sisters                   | Masha             | -                  | Royal Exchange Theatre    | -                                                             |
| 1984        | The Admirable Chrichton         | Lady Mary         | -                  | Royal Exchange Theatre    | -                                                             |
| 1984        | Great Expectations              | Mrs Joe/Molly     | -                  | Royal Exchange Theatre    | -                                                             |
| 1984        | Cymbeline                       | Imogen            | -                  | Royal Exchange Theatre    | -                                                             |
| 1984        | Mother Courage and her Children | -                 | -                  | -                         | -                                                             |
| 1982        | Three Sisters                   | -                 | Helena Kaut-Howson | Vanbrugh Theare           | junto a Sean Bean, James Wilby y Alison Steele                |

## Premios y distinciones
Premios Óscar
| Año  | Categoría               | Película     | Resultado |
| ---- | ----------------------- | ------------ | --------- |
| 2000 | Mejor actriz            | Tumbleweeds  | Nominada  |
| 2012 | Mejor actriz de reparto | Albert Nobbs | Nominada  |

| Año  | Categoría                                                               | Premio                    | Trabajo nominado          | Resultado |
| ---- | ----------------------------------------------------------------------- | ------------------------- | ------------------------- | --------- |
| 2014 | Best Supporting Actress in a series, mini-series, or TV movie           | Golden Globes Award       | The White Queen           | Nominada  |
| 2012 | Best Performance by an Actress in a Supporting Role in a Motion Picture | Golden Globe Award        | Albert Nobbs              | Nominada  |
| 2012 | Best Supporting Female                                                  | Independent Spirit Award  | Albert Nobbs              | Nominada  |
| 2012 | Best Supporting Actress                                                 | OFCS Award                | Albert Nobbs              | Nominada  |
| 2012 | Outstanding Performance by a Female Actor in a Supporting Role          | Screen Actors Guild Award | Albert Nobbs              | Nominada  |
| 2011 | Best Supporting Actress                                                 | SEFCA Award               | Albert Nobbs              | Ganó      |
| 2011 | Best Actress in a Supporting Role                                       | Satellite Award           | Albert Nobbs              | Nominada  |
| 2011 | Best Supporting Actress (2.º lugar)                                     | LAFCA Award               | Albert Nobbs              | Ganó      |
| 2010 | Best Performance by an Actress in a Supporting Role in a Series         | Golden Globe Award        | Into the Storm            | Nominada  |
| 2009 | Best Actress in a Miniseries or a Motion Picture Made for Television    | Satellite Award           | Into the Storm            | Nominada  |
| 2009 | Outstanding Supporting Actress in a Miniseries or Movie                 | Primetime Emmy Award      | Into the Storm            | Nominada  |
| 2006 | Best Actor - Female                                                     | RTS Television Award      | Five Days                 | Nominada  |
| 2007 | Mini-Series - Best Performance by an Actress                            | Golden Nymph Award        | The Amazing Mrs Pritchard | Nominada  |
| 2001 | British Actress of the Year                                             | ALFS Award                | Tumbleweeds               | Nominada  |
| 2000 | Outstanding Ensemble Performance                                        | Special Jury Prize        | Songcatcher               | Ganaron   |
| 2000 | Best Performance by an Actress in a Motion Picture - Comedy/Musical     | Golden Globe Award        | Tumbleweeds               | Ganó      |
| 2000 | Outstanding Performance by a Female Actor in a Leading Role             | Screen Actors Guild Award | Tumbleweeds               | Nominada  |
| 2000 | Best Actress                                                            | CFCA Award                | Tumbleweeds               | Nominada  |
| 2000 | Most Promising Actress                                                  | CFCA Award                | Tumbleweeds               | Nominada  |
| 2000 | Best Female Lead                                                        | Independent Spirit Award  | Tumbleweeds               | Nominada  |
| 2000 | Best Actress                                                            | OFCS Award                | Tumbleweeds               | Nominada  |
| 2000 | Best Performance by an Actress in a Motion Picture, Comedy or Musical   | Golden Satellite Award    | Tumbleweeds               | Ganó      |
| 1999 | Best Actress                                                            | Jury Award                | Tumbleweeds               | Ganó      |
| 1999 | Best Actress                                                            | NBR Award                 | Tumbleweeds               | Ganó      |
| 1999 | Best Actress (3.er. lugar)                                              | NYFCC Award               | Tumbleweeds               | Ganó      |
| 1999 | Breakthrough Award                                                      | Gotham Award              | -                         | Ganó      |